# 산성초등학교 분점도분교
산성초등학교 분점도분교는 대한민국 충청남도 서산시 지곡면 중왕리 산170 에 있었던 공립 초등학교다.

## 연혁
- 1985년 3월1일: 산성국민학교 분점도분교 설립인가
- 1996년 3월1일: 산성초등학교 분점도분교로 개명
- 2003년 9월1일: 산성초등학교 분점도분교 산성초등학교로 통폐합